# Konrad Michalak
Konrad Michalak (Szprotawa, 19 de septiembre de 1997) es un futbolista polaco que juega de centrocampista en el Panetolikos de la Superliga de Grecia. 

## Carrera
Konrad Michalak comenzó su carrera en el Czarni Żagań, pero se unió a UKP Zielona Góra en 2009 junto a un compañero de equipo del Czarni. En 2013, Michalak se unió a las categorías inferiores del Legia de Varsovia, pasando tres años con las reservas antes de hacer su debut en diciembre de 2016, apareciendo como un sustituto de Nemanja Nikolić en el minuto 82. El 10 de febrero de 2017, Michalak se unió oficialmente al Zagłębie Sosnowiec de la I Liga en un acuerdo de préstamo de 6 meses. Tras realizar la pretemporada con el Legia, nuevamente fue cedido, esta vez al Wisła Płock. Fue transferido al Lechia Gdańsk, en un trueque de jugadores a cambio del defensa Paweł Stolarski. El 3 de junio de 2019 el Ajmat Grozni hizo oficial su incorporación para las siguientes cuatro temporadas. Tras media temporada en el conjunto ruso, el 31 de enero de 2020 se marchó cedido al Ankaragücü. En agosto volvió a ser prestado, marchándose en esta ocasión al Çaykur Rizespor. Un año después se desvinculó del equipo ruso y siguió jugando en Turquía con el Konyaspor. Allí estuvo un par de campañas y en septiembre de 2023 inició una etapa en el Ohod Club. Un año después se marchó a África para jugar como cedido en el Zamalek S. C. En su debut con este equipo ganó la Supercopa de la CAF y en agosto de 2025 volvió a Europa para jugar en el Panetolikos.

## Palmarés

### Títulos nacionales
| Título          | Club          | País    | Año  |
| --------------- | ------------- | ------- | ---- |
| Copa de Polonia | Lechia Gdańsk | Polonia | 2019 |

### Títulos internacionales
| Título              | Club          | Sede           | Año  |
| ------------------- | ------------- | -------------- | ---- |
| Supercopa de la CAF | Zamalek S. C. | Arabia Saudita | 2024 |